# Василеску, Лия Олгуца
Лия Олгуца Василеску (рум. Lia Olguța Vasilescu, род. 18 ноября 1974) — румынский политик, член Социал-демократической партии (СДП). Она занимала пост мэра Крайовы с 2012 по 2017 год, после чего ушла в отставку и стала министром труда.

## Личная жизнь
Предки Лии покинули Южную Добруджу в 1940 году после Крайовского мирного договора, по которому регион был передан Болгарии Румынией. Она выпускница Национального колледжа Елены Кузы в своём родном городе. В 1997 году окончила филолого-исторический факультет Крайовского университета (румынско-итальянская языковая специализация).
С 1997 по 2000 год Василеску работала в местной газете Крайовы Cuvântul Libertăţii. В первый год она была редактором, а в 1998 году стала начальником отдела расследований. В 1999 году она была назначена заместителем главного редактора.
Лия написала книги Cultura: factor de securitate nationala (Культура: фактор национальной безопасности) и Vilfredo Pareto si contributia lui la dezvoltarea sociologiei moderne (Вильфредо Парето и его вклад в развитие современной социологии).
Её бывший муж — бывший репортёр PRO TV Овидиу Влассопол, и у них есть общий ребёнок.
Василеску имеет чёрный пояс (2 дан) по каратэ. Она является президентом румынского филиала Всемирной ассоциации организаций кикбоксинга.

## Политическая деятельность
В 1991 году Лия стала одним из основателей партии Великая Румыния. Василеску заявляет, что стала националисткой после обучения в Италии. Три года спустя Василеску получила пост в Молодёжной организации партии Великая Румыния. Она была пресс-секретарём той же партии в период с 2000 по 2004 год.
В результате всеобщих выборов в Румынии 26 ноября 2000 года Лия стала членом Палаты депутатов, будучи в возрасте 26 лет самым молодым избранным человеком, занимавшим эту должность до того времени. Она была переизбрана членом Палаты депутатов на всеобщих выборах в Румынии в 2004 году, когда она была главным кандидатом в партийном списке Партии Великая Румыния от округа Долж.
В 2006 году Джордже Бекали пригласил Василеску стать национальным вице-президентом партии «Новое поколение», но она отклонила это предложение.
В декабре 2007 года, будучи председателем Комиссии по образованию Палаты депутатов, Василеску покинула партию Великая Румыния после того, как её опорочили в газете «Tricolorul», принадлежащей Корнелиу Вадиму Тудору. Василеску присоединилась к социал-демократам, лидер партии Мирча Джоанэ убедил её сделать этот шаг.
В период с 2008 по 2012 год она была членом Сената, будучи избранной на выборах в законодательные органы Румынии в 2008 году, набрав 62,9 % голосов в одномандатном округе Четате-Филиаши (самый высокий результат для женщины-депутата), опередив Эуджена Георгеску (Демократическая либеральная партия) — 22,5 % и Виорела Кэлина (Национальная либеральная партия) — 9,4 %.
В июне 2012 года она была избрана мэром Крайовы, став первой женщиной, исполняющей обязанности мэра столицы жудеца в истории Румынии. Она набрала 45,6 % голосов, опередив Антони Соломона, набравшего 40,1 %.
В марте 2013 года Василеску была избрана президентом Крайовской организации Социал-демократической партии. 20 апреля 2013 года она была избрана одной из сопрезидентов Женской организации СДП (вместе с Екатериной Андронеску, Кориной Крецу, Габриэлой Фиря и Рованой Пламб). В январе 2017 года она подала в отставку с поста мэра Крайовы, чтобы занять пост министра труда в кабинете Сорина Гриндяну.